# Helia phaealis
Helia phaealis är en fjärilsart som beskrevs av Charles Oberthür 1920. Helia phaealis ingår i släktet Helia och familjen nattflyn. Inga underarter finns listade i Catalogue of Life.